# Henri Puvrez
 (avril 2016).
Si vous disposez d'ouvrages ou d'articles de référence ou si vous connaissez des sites web de qualité traitant du thème abordé ici, merci de compléter l'article en donnant les références utiles à sa vérifiabilité et en les liant à la section « Notes et références ».

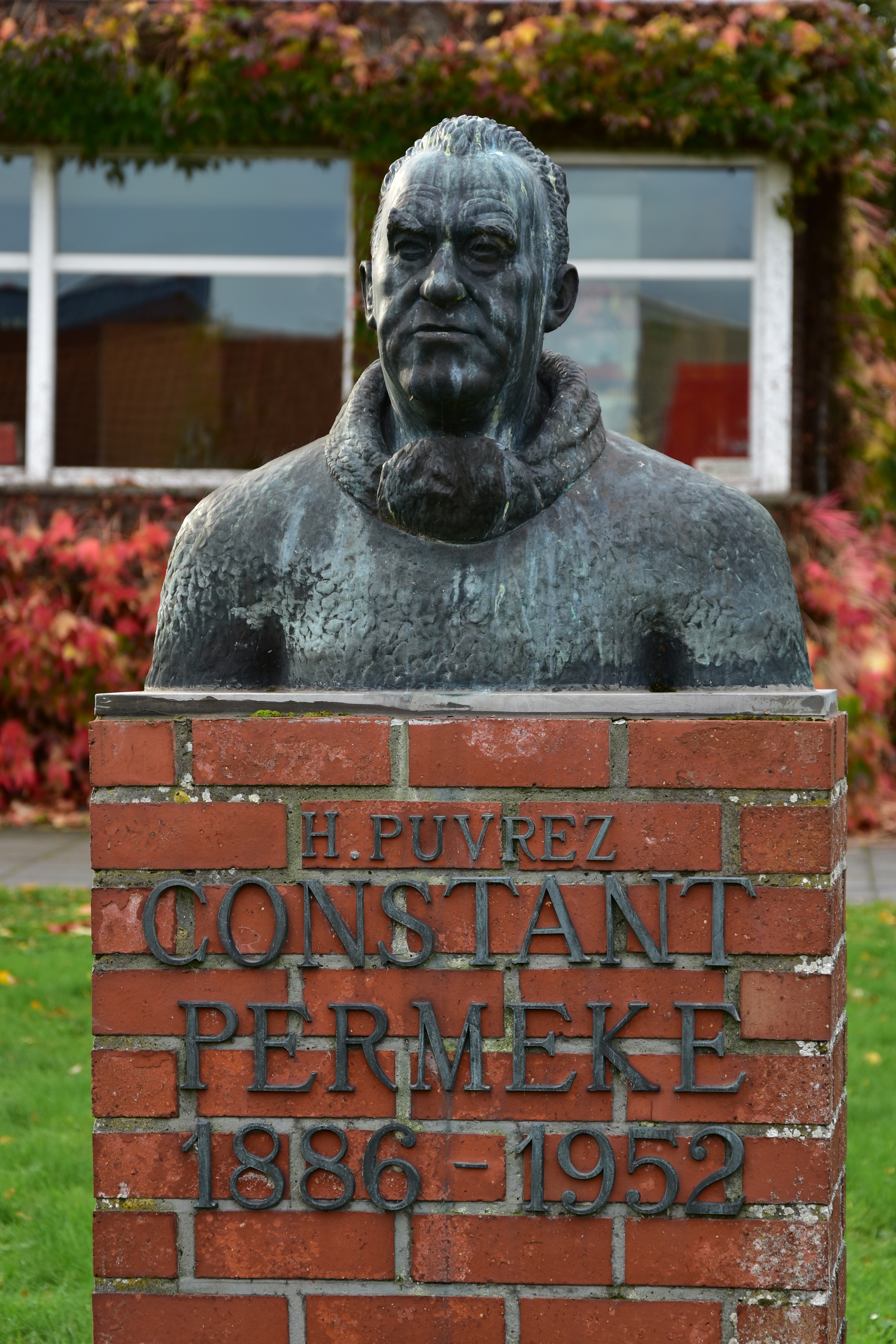
Buste de Constant Permeke.

Henri Puvrez, né à  Molenbeek-Saint-Jean (Bruxelles) le 8 avril 1893 et mort à Anvers le 25 juin 1971, est un sculpteur belge autodidacte. 
Par son art, Henri Puvrez a été un témoin actif de son époque (expressionnisme, art déco) avant de verser dans le classicisme. Il excella dans la taille directe jusqu’au jour où, victime d’arthrite, il se révéla dans la réalisation de nombreux bustes.

## Biographie
Il fut professeur à l’Académie supérieure des beaux-Arts d’Anvers, membre de la Commission d’achat du musée des beaux-arts d’Anvers et directeur de la Classe des beaux-arts de l’Académie royale de Belgique. 
En 1968, il reçut le grand prix quinquennal de sculpture pour l’ensemble de son œuvre.